# Plaže od morskih školjki
Plaže od morskih školjki su plaže koje su prekrivene raznim vrstama školjki. Većina plaža se prvenstveno sastoji od čestica stena kao što su pesak i šljunak, ali u retkim slučajevima plaža može da bude u potpunosti formirana od morskih školjki, polomljenih i celih. Najpoznatiji primeri takvih plaža su: Shell Beach u Zapadnoj Australiji, i plaža Sanibel ostrvo u Floridi, SAD.

## Literatura
- Dormer, Elinore M. (1975). The Sea Shell Islands. Vantage.